# George Schaller

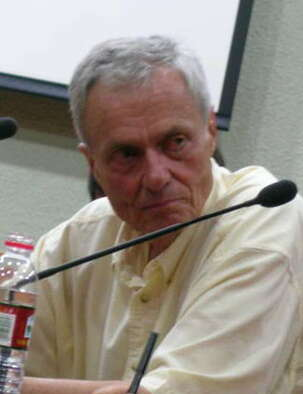
George Schaller bei einer Vorlesung im Pekinger Zoo am 10. August 2005

George Beals Schaller (* 1933 in Berlin) ist ein US-amerikanischer Zoologe, Naturforscher und Umweltschützer.

## Leben
George Schaller wurde 1933 als Sohn eines Deutschen und einer Amerikanerin in Berlin geboren. Gemeinsam mit Mutter und Bruder wanderte er 1947 in die USA nach St. Louis, Missouri, aus. Seine akademische Ausbildung begann er an der University of Alaska Fairbanks. In dieser Zeit las er das Buch A Sand County Almanac des Ökologen Aldo Leopold. Als prägend erwies sich außerdem eine Expedition ins nordöstliche Alaska unter der Leitung von Olaus J. Murie und Margaret Murie im Sommer 1956. Das Ziel dieser Reise war es, Informationen über die Tierwelt dieser Region zu sammeln, um ihren Wert für den Bundesschutz zu bestimmen. Auch seine spätere Frau Kay lernte Schaller an der University of Alaska kennen. In seinen frühen Arbeiten widmete sich Schaller vor allem der Ornithologie.
Zum Aufbaustudium wechselte Schaller an die University of Wisconsin–Madison, wo er zunächst unter dem Ornithologen John T. Emlen arbeitete. Emlen war es, der Schaller 1957 auf ein von Harold Coolidge ausgehendes Vorhaben zur Erforschung von Gorillas in ihrem Lebensraum aufmerksam machte. Am 1. Februar 1959 brach George Schaller zu diesem Zweck gemeinsam mit seiner Frau Kay in den Kongo auf. Emlen und dessen Frau begleiteten die Expedition bis zum 16. Juli desselben Jahres. Zuvor war über das Leben der Berggorillas so gut wie nichts bekannt. Schaller war der Erste, der das Verhalten der Berggorillas in der freien Wildbahn eingehend studierte und das Wissen über Gorillas damit erheblich mehrte. Seine zwanzigmonatige Gorillaforschung mündete in einer Dissertation, dem wissenschaftlichen Werk The Mountain Gorilla sowie seinem ersten populärwissenschaftlichen Buch The Year of the Gorilla. Schallers Beobachtungsergebnisse legten den Grundstein für die Langzeitbeobachtungen von Dian Fossey und ihren Nachfolgern.
Die Serengeti besuchten die Schallers erstmals 1960. Wenige Jahre später kehrten sie dorthin zurück, um von Juni 1966 bis September 1969 von Seronera aus Löwen und Geparden zu studieren. In den 1970er Jahren lernte der US-amerikanische Schriftsteller Peter Matthiessen Schaller in Ostafrika kennen. Die beiden gingen 1973 zusammen in den Himalaya, wo sie Schneeleoparden beobachten wollten. Matthiessen schrieb über die Expedition ein Sachbuch mit dem Titel The Snow Leopard, das zweimal die US-amerikanische Auszeichnung National Book Award erhielt. 1996 wurde Schaller der International Cosmos Prize verliehen und 2015 die Hubbard-Medaille der National Geographic Society.

## Schriften
- Birds of the Upper Sheenjek Valley, Northeastern Alaska. (mit Brina Kessel) In: Biological Papers of the University of Alaska. Nr. 4, Mai 1960.
- Breeding behavior of the White pelican at Yellowstone Lake, Wyoming. In: Condor. Band 66, Nr. 1, 1964, S. 2–23.
- The Mountain gorilla. Ecology and Behavior. The University of Chicago Press, Chicago/London 1963.
- The year of the gorilla. The University of Chicago Press, Chicago 1964. Deutsche Übersetzung von Alfred P. Zeller: Unsere nächsten Verwandten. Scherz, Bern/München/Wien 1965.
- The Serengeti Lion. A study of predator-prey relations. The University of Chicago Press, Chicago/London 1972. Ausgezeichnet mit dem National Book Award.
- A kingdom of predators. (Gekürzte Fassung von The Serengeti Lion)
- Golden shadows, flying hooves. Alfred A. Knopf, New York 1973. Deutsche Übersetzung von Hans Schmidthüs: Unter Löwen in der Serengeti. Herder Verlag, Freiburg/Basel/Wien 1986.
- The Giant pandas of Wolong. (mit Hu Jinchu, Pan Wenshi & Zhu Jing) The University of Chicago Press, Chicago/London 1985, ISBN 0-226-73643-1.
- The last Panda. The University of Chicago Press, Chicago/London 1993. Deutsche Übersetzung von Kurt Neff: Der letzte Panda. Rowohlt Verlag, Hamburg 1995, ISBN 3-498-06292-1.
- Wildlife of the Tibetan Steppe. The  University of Chicago Press, Chicago 1998.